# Лёгкое поведение (фильм, 2008)
«Лёгкое поведение» (англ. Easy Virtue, 2008) — британская романтическая комедия режиссёра Стефана Эллиота, мировая премьера которой была представлена на Международном кинофестивале в Торонто 8 сентября 2008 года.
Ремейк одноимённого фильма Альфреда Хичкока 1928 года.

## Сюжет
Двадцатые годы XX века. Джон Уиттейкер, молодой англичанин, влюбляется в американку Лариту, которая только что выиграла «Гран-при Монако» в Монте-Карло. Влюблённые скоропалительно играют свадьбу. Однако когда молодая пара возвращается в родовое гнездо Джона, оказывается, что мать молодожёна — миссис Уиттейкер — не переносит присутствие невестки. Ларита пытается подружиться с семьёй мужа, но ей удаётся установить хорошие отношения только с отцом Джона и командой прислуги. Извечный конфликт невестки и свекрови, культурные отличия Нового и Старого Света, противопоставление брака по любви и расчёту — всё это испытывает на прочность брак Лариты и Джона.

## В ролях
- Джессика Бил[4] — Ларита Уиттейкер
- Бен Барнс[4] — Джон Уиттейкер
- Кристин Скотт Томас[4] — Миссис Вероника Уиттейкер, мать Джона
- Колин Фёрт[4] — Мистер Джеймс «Джим» Уиттейкер, отец Джона
- Крис Маршалл — Фёрбер
- Кимберли Никсон[4] — Хильда Уиттейкер
- Кэтрин Паркинсон[4] — Мэрион Уиттейкер
- Пип Торренс — лорд Хёрст
- Кристиан Брассингтон — Филлип Хёрст
- Шарлотта Райли — Сара Хёрст
- Джим МакМанус — Джексон

## Съёмочная группа и производство
- Режиссёр: Стефан Эллиот
- Сценаристы: Шеридан Джоббинс, Стефан Эллиот

по пьесе Ноэла Кауарда
- Продюсеры: Джозеф Абрамс, Джеймс Д. Стерн, Барнаби Томпсон
- Сопродюсер: Александра Фергюсон
- Исполнительные продюсеры: Пол Бретт, Луис Гудсилл, Даглас Хансен, Ральф Кэмп, Синди Кёрвен, Джордж МакГи , Питер Николс, Тим Смит, Джеймс Спринг
- Композитор: Мариус де Фрис
- Оператор: Мартин Кензи
- Монтаж: Сью Блейни
- Художник-постановщик: Джон Бёрд
- Художник по костюмам: Шарлотта Уолтер

Производство «Ealing Studios», «Fragile Films», «Endgame Entertainment» и «BBC Films» (Великобритания).
Премьера фильма состоялась 8 сентября 2008 года на Международном кинофестивале в Торонто.1 октября фильм был показан на кинофестивале в Бразилии, 13 октября — на Международном кинофестивале Ближнего Востока в ОАЭ, 27 октября — на Римском кинофестивале, 28 октября — на Лондонском кинофестивале. Фильм зaкрывал фестиваль в Aвстралии.
На экраны кинотеатров фильм вышел 7 ноября 2008 года (в Великобритании и Ирландии), в США в 2009 году.
Исполнители главных ролей Джессика Бил и Бен Барнс также исполнили некоторые композиции, вошедшие в официальный альбом саундтреков к фильму, который был выпущен 3 ноября 2008 года в iTunes.

## Награды и номинации
Полный список всех наград и номинаций на сайте IMDb.com
Римский кинофестиваль, 2008 год
- Номинация — Golden Marc’Aurelio Award (Стефан Эллиот)

Премия британского независимого кино, 2008 год
- Номинация — Лучшая актриса второго плана (Кристин Скотт Томас)

Кинофестиваль в Ньюпорт-Бич, 2009 год
- Награда — Лучший фильм (Стефан Эллиот)

Кинофестиваль Саннио, 2009 год
- Награда — Лучший дизайн костюмов (Шарлотта Уолтер)
- Номинация — Лучшая актриса (Джессика Бил)
- Номинация — Лучшая работа художника-постановщика (Джон Бёрд)

Премия Лондонского кружка кинокритиков, 2009 год
- Номинация — Лучшая британская актриса года в роли второго плана (Кристин Скотт Томас)

Гильдия сценаристов Австралии, 2009 год
- Номинация — Лучший фильм — Адаптация (Шеридан Джоббинс, Стефан Эллиот, Ноэла Кауарда)